# ۲۰ قدم تا ستاره بودن
۲۰ قدم تا ستاره بودن (انگلیسی: 20 Feet from Stardom) یک فیلم مستند به کارگردانی مورگان نویل که در سال ۲۰۱۳ منتشر شد. در این فیلم به زندگی خواننده‌های پشتیبان پرداخته می‌شود.
۲۰ قدم تا ستاره بودن توانست جایزهٔ اسکار بهترین مستند سال ۲۰۱۳ را از آنِ خود کند.

## خلاصه داستان
خوانندگان پشتیبان در جهانی زندگی می‌کنند که در آن دروغ فراتر از کانون توجهات قرارمیگیرد. صدای آنها بزرگ‌ترین باندهای موسیقی پاپ را هماهنگی می‌بخشد، اما تاکنون هیچ ایده ای از اینکه آنان چه کساتی هستند یا ایتکه به چه جایی وصل هستند نداشتیم…